# Għammar
Għammar är en ort i republiken Malta.   Den ligger i kommunen L-Għasri, i den nordvästra delen av landet. Għammar ligger 101 meter över havet. Den ligger på ön Gozo.
Terrängen runt Għammar är platt. Närmaste större samhälle är Victoria, 3,1 kilometer sydost om Għammar. 
Trakten runt Għammar består till största delen av jordbruksmark.